# Tricholoma scalpturatum
Tricholoma scalpturatum es un hongo basidiomiceto de la familia Tricholomataceae. Su seta es comestible y crece suelos con hierba abundante de bosques montañosos de planifolios y, más frecuentemente, de coníferas. Puede encontrarse también en parques y jardines. El cuerpo fructífero aflora desde el verano hasta el otoño. Su basónimo es Agaricus scalpturatus Fr. 1838. Su epíteto específico, scalpturatum, significa "con superficie escamosa, afelpado".

## Descripción
Su seta presenta un sombrero de entre 6 y 8 centímetros de diámetro, cónico en fases jóvenes y aplanado con un mamelón en el centro cuando se abre completamente. La cutícula es de color pardo o grisáceo perlado, manchándose de amarillo limón cuando envejece. Presenta fibras o escamas muy finas en su superficie, que se disponen de manera radial. El pie es fibroso y de aspecto sedoso, y presenta colores blanquecinos. Mide entre 6 y 8 centímetros de altura y suele presentar una cortina con forma anular de colores grisáceos. Su carne es blanca y con un olor ligeramente harinoso. Las láminas son ventrudas, escotadas y espesas, de color blanco, que se van volviendo amarillentas en ejemplares viejos. La esporada es blanca.

## Posibilidades de confusión
El cuerpo fructífero es parecido al de Tricholoma terreum, pero las láminas de este último son grisáceas. También es posible su confusión con Tricholoma atrosquamosum, que crece en suelos calizos.